# Lucian Feodorov
Lucian Feodorov (n. 23 octombrie 1942, Coțușca, România – d. 16 martie 2022, București, România) a fost un deputat român, ales în 2020 din partea AUR. 